# Championnat du monde de hockey sur glace 1974
Navigation
URSS 1973 Allemagne 1975
Le quarante et unième championnat du monde  de hockey sur glace et par la même occasion le cinquantième-deuxième championnat d’Europe a eu lieu en 1974 en Finlande, en Yougoslavie et en France.

## Contexte
Vingt-deux nations ont participé à cette édition avec deux nouvelles équipes dans le groupe C : l'Australie et la Corée du Nord.
Ce championnat a été marqué les premiers joueurs contrôlés positifs au dopage : Ulf Nilsson (Suède) et Stig Wetzell (Finlande). Leur nation ont eu le match perdu sur tapis vert sur la marque de 5 à 0 pour les deux matchs concernés, contre, respectivement, la Pologne et la Tchécoslovaquie.

## Groupe A
Les matchs du groupe A se sont déroulés dans la ville finlandaise de Helsinki

### Résultats
| Matchs aller | Matchs retour |
| --- | --- |
| 5 avril - Tchécoslovaquie 8–0 Pologne 31 mars - URSS 5–0 Allemagne de l'Est 6 avril - Suède 4–1 Pologne puis finalement 0–5 par forfait - Finlande 7–3 Allemagne de l'Est 7 avril - Tchécoslovaquie 3–2 Suède - Finlande 1–7 URSS 8 avril - Tchécoslovaquie 8–0 Allemagne de l'Est - URSS 8–3 Pologne 9 avril - Suède 10–1 Allemagne de l'Est - Finlande 2–2 Pologne 10 avril - Finlande 3–3 Suède - URSS 2–7 Tchécoslovaquie 11 avril - Pologne 3–5 Allemagne de l'Est 12 avril - Finlande 5–2 Tchécoslovaquie puis finalement 0–5 par forfait - URSS 3–1 Suède | 13 avril - Tchécoslovaquie 12–3 Pologne - URSS 10–3 Allemagne de l'Est 14 avril - Suède 3–1 Pologne - Finlande 7–1 Allemagne de l'Est 15 avril - Tchécoslovaquie 0–3 Suède - Finlande 1–6 URSS 16 avril - Tchécoslovaquie 9–2 Allemagne de l'Est - URSS 17–0 Pologne 17 avril - Suède 9–3 Allemagne de l'Est - Finlande 6–2 Pologne 18 avril - Finlande 2–6 Suède - URSS 3–1 Tchécoslovaquie 19 avril - Pologne 3–3 Allemagne de l'Est 20 avril - Finlande 5–4 Tchécoslovaquie - URSS 3–1 Suède |

### Classement du championnat du monde et d'Europe
Les équipes du groupe A n'étant que d'origine européennes, un seul classement fut établi.
|        | Équipe             | PJ | V | N | D | BP | BC |
| ------ | ------------------ | -- | - | - | - | -- | -- |
| Or     | URSS               | 10 | 9 | 0 | 1 | 64 | 18 |
| Argent | Tchécoslovaquie    | 10 | 7 | 0 | 3 | 57 | 20 |
| Bronze | Suède              | 10 | 5 | 1 | 4 | 38 | 24 |
| 4      | Finlande           | 10 | 4 | 2 | 4 | 34 | 39 |
| 5      | Pologne            | 10 | 1 | 2 | 7 | 22 | 64 |
| 6      | Allemagne de l'Est | 10 | 1 | 1 | 8 | 21 | 71 |

### Joueurs

#### Effectif champion
L'équipe soviétique est alors composée des joueurs suivants :
- Vladislav Tretiak et Aleksandr Sidelnikov (gardien),
- Aleksandr Goussev, Valeri Vassiliev, Vladimir Loutchenko, Guennadi Tsygankov, Iouri Liapkine, Iouri Chatalov, Viktor Kouznetsov, Boris Mikhaïlov, Vladimir Petrov (défenseurs),
- Valeri Kharlamov, Iouri Lebedev, Aleksandr Maltsev, Aleksandr Bodounov, Viatcheslav Anissine, Sergueï Kapoustine, Aleksandr Iakouchev, Vladimir Chadrine, Vladimir Repniov. (attaquants)

L'équipe est entraînée par Vsevolod Bobrov assisté de Boris Koulaguine.

#### Honneurs du tournoi
- Meilleur gardien : Vladislav Tretiak (URSS).
- Meilleur défenseur : Lars-Erik Sjöberg (Suède).
- Meilleur attaquant : Václav Nedomanský (Tchécoslovaquie).
- Équipe-type élue par les journalistes : Curt Larsson (Suède) ; Lars-Erik Sjöberg (Suède) - Valeri Vassiliev (URSS) ; Aleksandr Iakouchev (URSS) - Václav Nedomanský (Tchécoslovaquie) - Vladimír Martinec (Tchécoslovaquie).
- Équipe-type B des journalistes : Vladislav Tretiak (URSS) ; Aleksandr Goussev (URSS) - Oldřich Macháč (Tchécoslovaquie) ; Vladimír Martinec (Tchécoslovaquie) - Veli-Pekka Ketola (Finlande) - Boris Mikhaïlov (URSS).

## Groupe B
La ville yougoslave de Ljubljana a accueilli les matchs du groupe B.

### Résultats
21 mars
- États-Unis 7–4 Japon
- Allemagne fédérale 7–4 Norvège
- Roumanie 5–7 Pays-Bas
- Yougoslavie 10–3 Autriche

22 mars
- Yougoslavie 0–5 États-Unis
- Norvège 0–7 Pays-Bas

23 mars
- Roumanie 10–1 Autriche
- Allemagne fédérale 6–1 Japon

24 mars
- États-Unis 5–3 Norvège
- Allemagne fédérale 4–2 Autriche
- Japon 8–5 Pays-Bas
- Yougoslavie 3–3 Roumanie

25 mars
- États-Unis 7–4 Pays-Bas
- Yougoslavie 4–4 Norvège

26 mars
- Japon 4–3 Autriche
- Allemagne fédérale 6–3 Roumanie

27 mars
- Allemagne fédérale 5–3 Pays-Bas
- États-Unis 6–0 Autriche
- Roumanie 4–1 Norvège
- Yougoslavie 5–4 Japon

29 mars
- États-Unis 5–1 Roumanie
- Autriche 3–3 Pays-Bas
- Japon 4–1 Norvège
- Yougoslavie 10–4 Allemagne fédérale

30 mars
- Norvège 5–0 Autriche
- Japon 6–4 Roumanie
- États-Unis 5–2 Allemagne fédérale
- Yougoslavie 9–4 Pays-Bas

### Classement
|   | Équipe             | PJ | V | N | D | BP | BC |
| - | ------------------ | -- | - | - | - | -- | -- |
| 1 | États-Unis         | 7  | 7 | 0 | 0 | 40 | 14 |
| 2 | Yougoslavie        | 7  | 4 | 2 | 1 | 41 | 27 |
| 3 | Allemagne fédérale | 7  | 5 | 0 | 2 | 34 | 28 |
| 4 | Japon              | 7  | 4 | 0 | 3 | 31 | 31 |
| 5 | Pays-Bas           | 7  | 2 | 1 | 4 | 33 | 37 |
| 6 | Roumanie           | 7  | 2 | 1 | 4 | 30 | 29 |
| 7 | Norvège            | 7  | 1 | 1 | 5 | 18 | 31 |
| 8 | Autriche           | 7  | 0 | 1 | 6 | 12 | 42 |

## Groupe C
Le groupe C a eu lieu en France dans les villes de Grenoble, Lyon et Gap.

### Résultats
8 mars
- Italie 11–2 Corée du Nord
- France 2–5 Bulgarie
- Suisse 13–0 Chine
- Hongrie 11–2 Australie

9 mars
- Suisse 20–0 Australie
- Hongrie 2–2 Chine
- France 12–4 Corée du Nord
- Italie 3–2 Bulgarie

11 mars
- France 1–4 Italie
- Bulgarie 10–0 Corée du Nord
- Suisse 1–2 Hongrie
- Chine 8–3 Australie

12 mars
- France 10–0 Australie
- Hongrie 5–5 Bulgarie
- Suisse 15–0 Corée du Nord
- Italie 5–1 Chine

14 mars
- Suisse 4–0 Bulgarie
- Chine 2–3 Corée du Nord
- Italie 13–0 Australie
- France 6–4 Hongrie

15 mars
- Hongrie 10–2 Corée du Nord
- Suisse 4–2 Italie
- Bulgarie 11–4 Australie
- France 6–2 Chine

17 mars
- Australie 4–1 Corée du Nord
- Italie 4–4 Hongrie
- Bulgarie 6–0 Chine
- France 0–6 Suisse

### Classement
|   | Équipe        | PJ | V | N | D | BP | BC |
| - | ------------- | -- | - | - | - | -- | -- |
| 1 | Suisse        | 7  | 6 | 0 | 1 | 63 | 4  |
| 2 | Italie        | 7  | 5 | 1 | 1 | 42 | 14 |
| 3 | Bulgarie      | 7  | 4 | 1 | 2 | 39 | 18 |
| 4 | Hongrie       | 7  | 3 | 3 | 1 | 38 | 22 |
| 5 | France        | 7  | 4 | 0 | 3 | 37 | 25 |
| 6 | Chine         | 7  | 1 | 1 | 4 | 15 | 38 |
| 7 | Australie     | 7  | 1 | 0 | 6 | 13 | 74 |
| 8 | Corée du Nord | 7  | 1 | 0 | 6 | 12 | 64 |